# Pilgrimskyrkan
Pilgrimskyrkan är ett amerikanskt trossamfund bildat den 27 maj 1917, som Pingst-pilgrimskyrkan (The Pentecost-Pilgrim Church) i Pasadena, Kalifornien. 
1922 hade man startat en bibelskola, Pilgrim Bible School och en tidning.
Missionärer sändes ut till Mexiko.